# Taimur (foguete)
Taimur é um sistema de lançamento descartável paquistanês que atualmente está em estágio de desenvolvimento. O Paquistão começou desenvolver seu primeiro veículo de lançamento em 1998. Em março de 2001, o Dr. Abdul Qadeer Khan anunciou que cientistas paquistaneses estavam no processo de construção do primeiro Veículo Lançador de Satélites do país (SLV) e que o projeto tinha sido atribuído a SUPARCO.

## História
Dr. Abdul Majid, o então presidente da SUPARCO, confirmou a declaração do Dr. Khan e disse que "o Paquistão vislumbra um SLV de baixo custo e um Polar Satellite Launch Vehicle (PSLV) para lançar satélite leve em órbita terrestre baixa. O Dr. Abdul Qadeer Khan também acrescentou que "o Paquistão tem IRBMs muito robustas que podem lançar satélites em órbita geoestacionária.
Durante a exposição de 2002, Pakdef relatou dois modelos semelhantes de Veículos Lançadores de satélite paquistaneses.

## Características
O primeiro modelo aponta para um possível Satellite Launch Vehicle (SLV) de três estágio. A julgar outro SLV semelhante, estima-se que ele pode colocar uma carga pesando com cerca de 80-100 kg em uma órbita 450-490 km acima da superfície da Terra. No entanto os dados exatos permanecem desconhecidos.
O segundo modelo de SLV parece semelhante ao primeiro modelo no entanto, com quatro impulsionadores extra.